# 風俗
風俗（ふうぞく、ふぞく、英語: customs）は、ある時代や社会、ある地域や階層に特徴的にみられる、衣食住など日常生活のしきたりや習わし、風習のことである。
広く、世相や生活文化の特色をいう場合もある。類似語に世俗や習俗（習慣と風俗）がある。用例としては「明治時代の風俗」「下町の風俗」などがある。
日常生活上の風俗を絵画にしたものを風俗画と呼ぶ。特定の階層、特に一般市民の日常の様子を主題としたものが多い。西欧においては、ルネサンス期以降、市民社会の発達に伴って一ジャンルを築くようになっていった。風俗画を残した代表的な画家には、ピーテル・ブリューゲルやヨハネス・フェルメールなどがいる。日本においてもジャンルとして広まったのは近世以降である。江戸時代には、町人の風俗を題材にした浮世絵が多数残されている。
世相や風俗を社会的な広がりでとらえて描いた小説を風俗小説と呼ぶ。同様に、庶民の世相や風俗を描いた喜劇を風俗劇といい、ヨーロッパでは17世紀にモリエール（仏）やコングリーブ（英）らに始まっている。

## 狭義の風俗
- 雅楽の一種。くにぶり。日本の各地、主に東国で流行した歌舞を宮廷用に選集・編曲したもの。大嘗会などの朝廷の儀式の際に演じられた。舞を風俗舞、歌謡を風俗歌と呼ぶ。
- 性的な習慣や嗜好。本来、そのような分野は「性風俗」と呼ぶ。性的サービスを提供する業種の動向を指して「性風俗」、またその産業（風俗店）そのものを指して「性風俗」や「風俗」と称する事がある。

現在では単に「風俗」というと「性風俗」を意味することが多い。性風俗産業に従事する女性を「風俗嬢」と呼ぶ。